# Bomolocha benignalis
Bomolocha benignalis là một loài bướm đêm trong họ Noctuidae.